# Kanaan

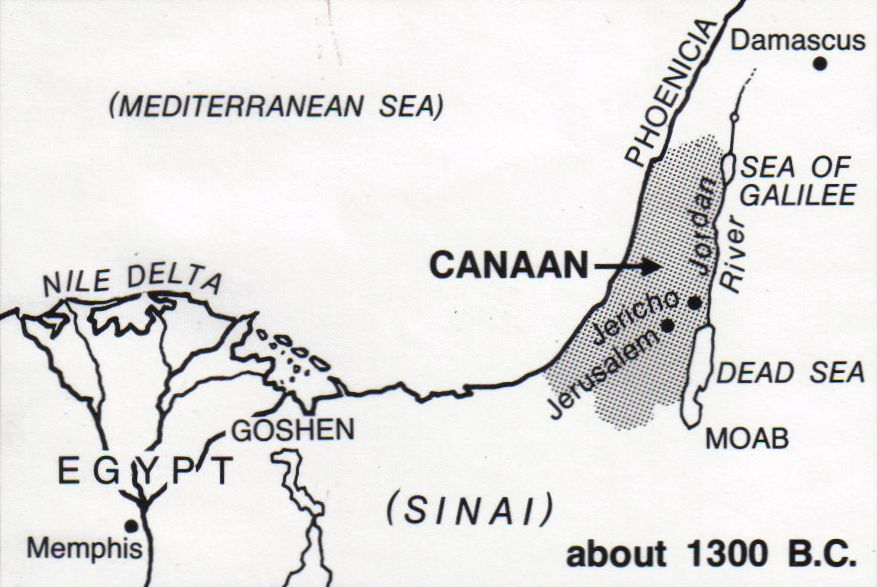
Ungefähre Ausdehnung des als Kanaan/Kinaḫḫu bezeichneten Landes um 1300 v. Chr.

Kanaan (nordwestsemitisch knʾn, Alalach ki-in-a-nimKI, akkadisch LUki-na-aḫ-numMEŠ, assyrisch KURki-na-aḫ-ḫi und KURki-na-ḫi, babylonisch KURki-na-ḫa-a-a-u, hurritisch KURki-na-a-aḫ-ḫi, hethitisch KUR URUki-na-aḫ-ḫa, arabisch کنعان (Kanʿān), hebräisch כְּנַעַן (Kənaʿan), ägyptisch p3-k-3-n-ˁ-n-ˁ, phönizisch Kenaʻ, altgriechisch Χαναάν Chanaán) wurde im Altertum hauptsächlich als Bezeichnung der südwestlich-syrischen Region verwendet und ab Ende des 2. Jahrtausends v. Chr. auf das Gebiet Palästina (Pleschet) ausgeweitet.

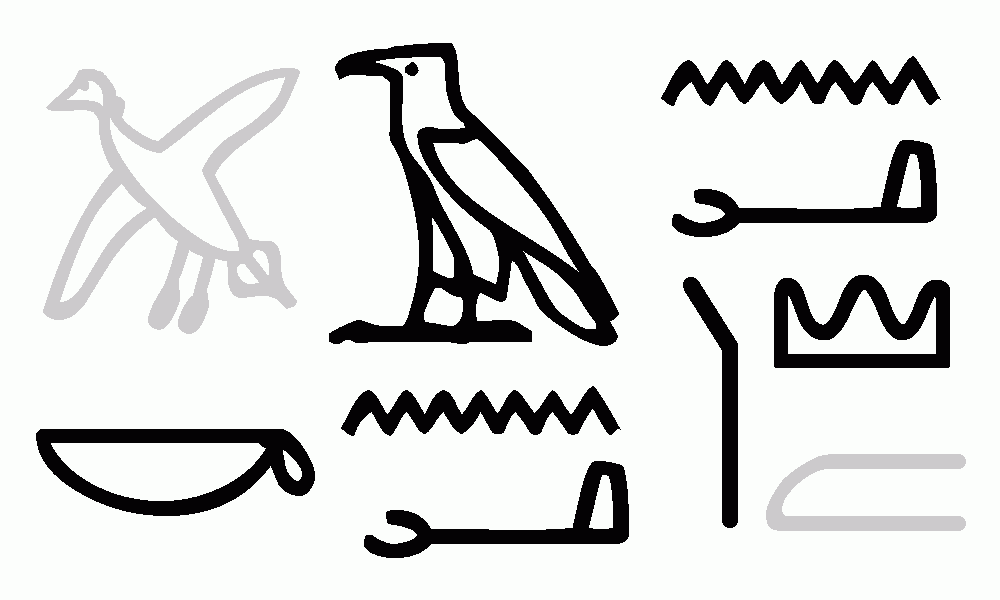
Der Name Kanaan erschien in Ägyptischen Hieroglyphen als k3nˁnˁ auf der Merenptah-Stele im 13. Jahrhundert v. Chr.

Der Gebrauch des Namens Kanaan ist noch unter Seleukos I. belegt, der sich selbst als „der L’dk’ in Kanaan“ nannte. Die römische Besatzung ersetzte „Kanaan“ durch die Bezeichnung Syria, dessen Grenzen weder mit der Ausdehnung des früheren Kanaan übereinstimmten noch mit den Grenzen des heutigen Syrien.

## Etymologie
Die Bedeutung des Namens Kanaan bleibt unklar. In ägyptischen Texten ist er meist mit negativen Titulierungen belegt: „Räuber und Kanaanäer, rebellische Bewohner in Kanaan“.
Die Ableitung von der Wurzel KN‘ der erst später belegten aramäischen, hebräischen und arabischen Sprache ermöglicht Deutungen im Sinne von: „sich krümmend, gekrümmt, gedemütigt, unterworfen, zurückgezogen“.

## Geschichte
Die urbane Entwicklung der Region erfolgte deutlich nach jener in Ägypten und Mesopotamien. Ausnahmen waren Jericho und En Esur. Die ersten anderen Städte in der südlichen Levante dürften um 2100 v. Chr. gegründet und wieder aufgegeben worden sein, Handelsrouten zwischen den Hochkulturen blieben aber bestehen. Bereits zu diesem Zeitpunkt werden die Amurriter in sumerischen Quellen als Bewohner der Levante genannt.
Der älteste archäologische Fund, der Kanaan wortwörtlich erwähnt, ist die Statue von Idrimi, dem König von Alalach im heutigen Hatay. Auf dieser wird die Lebensgeschichte Idrimis erzählt, der als politischer Flüchtling nach Kanaan zog. „In Kanaan liegt Ammija. In Ammija weilten auch Leute aus“ der Heimat Idrimis, die ihn zu ihrem Anführer ausriefen und schließlich nach Alalach segelten und die Stadt eroberten. Der König und die Inschrift werden allgemein auf rund 1450 v. Chr. datiert. Erwähnt als Bewohner Kanaans werden die Apiru.
Eine wichtige Quelle für die Region sind die Amarna-Briefe, die etwa 1350 v. Chr. unter König (Pharao) Echnaton (Amenophis IV.) von verschiedenen Gouverneuren verfasst wurden. Aus dem Raum Kanaan ist ein Brief von Labaju von Sichem, einem Vasallen des Pharaos, erhalten. Dieser schreibt: „Der König hat betreffs (der Auslieferung) meines Sohnes Botschaft gesandt. Ich wusste nicht, dass mein Sohn mit den ḫapiru-Männern herumzieht.“ (Brief EA 254) Die in den Briefen als „Gesetzlose“ bezeichneten Halbnomaden waren zu diesem Zeitpunkt eine schlagkräftige Truppe, die die Vasallenstadtstaaten des Pharaos bedrohten. Der Brief zeigt auch, dass die Vasallen mit den Apiru kooperierten, wenn es ihnen gerade gelegen erschien.
In Brief EA 8 fordert Burna-buriaš II. von Babylonien bei König Echnaton Schadenersatz für einen Überfall auf eine Handelsgesandtschaft, die in Kanaan überfallen worden sei, da dieses „zu Ägypten gehört“.
Auch aus Ugarit, Aššur und Ḫattuša sind Textzeugnisse über Kanaan bekannt, die erkennbar machen, dass die lokalen Herrscher Vasallen der ägyptischen Pharaonen waren.
Die wichtigsten kanaanäischen Städte dürften Hazor, Megiddo und Lachisch gewesen sein. Hazor könnte von den Amurritern bewohnt gewesen sein.
Nördlich der kanaanäischen Stadtstaaten lag das lose kontrollierte Amurru. Die Kanaanäischen Sprachen bildeten ein Dialektkontinuum der nordwestsemitischen Sprachen.
Im 2. Jahrtausend v. Chr. befand sich Kanaan zum größten Teil unter ägyptischer Herrschaft, bis die Ägypter mit Auftauchen der „Seevölker“ ab dem 12. Jahrhundert v. Chr. nach und nach die Kontrolle über die Levante verloren. Den veränderten politischen Verhältnissen trug die damalige neue geografische Zuordnung durch Ägypten Rechnung. Während unter dem Pharao Merenptah Kanaan noch als eigenständiges Gebiet genannt wurde, erfolgte unter Ramses III. die politische Zuordnung in die Oberhoheit der Philister: „Bote nach Kanaan im Lande Palastu“.
Etwas zeitversetzt drangen die Aramäer aus Syrien nach Süden vor. Gleichzeitig traten in den ägyptischen Quellen „neue“ Gruppen in Kanaan selbst auf: die Israeliten (Landnahme) in Zentralisrael und andere Völker an der Peripherie des Kulturlandes wie die Moabiter. In einer Zeit nachlassenden äußeren Drucks konnten sich mehrere einheimische Staaten ausbilden, was in der Folge mit einer ausgeprägten Ethnogenese verbunden war. Dem israelitischen Staat der frühen Könige steht bei den Phöniziern und Philistern kein vergleichbarer Trend zum „Flächenstaat“ entgegen, hier bildeten weiterhin Stadtstaaten die größten politischen Einheiten.

## Das Land Kanaan im biblischen Kontext
Zum ersten Mal in der Bibel taucht der Personenname Kanaan, hebräisch כְּנָֽעַן, in 1. Mose 9,18  auf. Dort wird er als Sohn des Ham erwähnt, der wiederum einer der drei Söhne Noahs gewesen sei. Ausdrücklich als Sohn Hams erscheint Kanaan wieder in Genesis 10,6 . In Gen 10,15–19  werden als seine „Nachkommen“ die phönizische Stadt Sidon, weiterhin Heth und neun weitere Völkernamen aufgezählt, wodurch eine Verbindung zwischen Kanaan und Phönizien nahegelegt wird.
Nach dem Bericht des 1. Buches Mose (Kapitel 12 ff.) bezeichnet das Land Kanaan das Abraham und seinen Nachkommen versprochene Land (Gelobtes Land). Neben der summarischen Bezeichnung Kanaan für die nichtisraelitische Vorbevölkerung des Landes werden diese auch summarisch als Kinder Heths bzw. Hethiter (z. B. Gen 27,46 ) oder als Amoriter (z. B. Gen 15,16 ) bezeichnet. Es werden in Deut 7,1  sieben Völkernamen zusammengestellt: die Hethiter, Girgaschiter, Amoriter, Kanaaniter (im engeren Sinne), Perisiter, Hiwiter  und Jebusiter, vgl. auch bereits Gen 15,19–20 .
Auf die an Abraham nach dem Bericht der Genesis in Mesopotamien ergangene Verheißung folgte nach dem biblischen Bericht die friedliche Einwanderung der Vorfahren der Israeliten, die damit neben den Kanaanitern im Land gelebt haben (Gen 12,5–6 ). Erst nach dem Auszug aus Ägypten, also Jahrhunderte später, nahm das Volk Israel schließlich das Land ein und vertrieb die Kanaaniter, wenn auch nicht vollständig (Ri 1,27–33 ), auf Geheiß Gottes. Gott hatte ihnen dieses Land verheißen und gegeben (Gen 17,8 ). Auch Paulus berichtet davon: Und nachdem er sieben Nationen im Land Kanaan vertilgt hatte, ließ er sie deren Land erben Apg 13,19 .
Die Warnung vor den Fruchtbarkeitsgöttern Kanaans, vor allem Ba’al (Bel) in allen seinen Varianten, ihren Riten und Bildern, den in der Bibel erwähnten Kulthöhen, Stier- und Kalbsgötzen (Goldenes Kalb), durchzieht verschiedene Bücher des Tanach. Für Israel in der Zeit Salomos ist die Verehrung der Liebesgöttin (Ascherat) belegt (siehe hierzu auch Kanaanitische bzw. Ugaritische Religion).
In der Bibel wird im 2. Buch Mose von Kanaan als dem Land gesprochen, in dem „Milch und Honig fließen“ 2. Mose 3,8 .